# Liste der Monuments historiques in Vomécourt
Die Liste der Monuments historiques in Vomécourt führt die Monuments historiques in der französischen Gemeinde Vomécourt auf.

## Liste der Objekte
| Bezeichnung                | Beschreibung                          | Standort                     | Kennzeichnung | Schutzstatus | Datum | Bild |
| -------------------------- | ------------------------------------- | ---------------------------- | ------------- | ------------ | ----- | ---- |
| Tabernakel des Hauptaltars | Holz, vergoldet, 18. Jahrhundert      | in der Kirche St-Èvre (Lage) | PM88000994    | Classé       | 1928  |      |
| Sakramentsschrank          | Stein, Schmiedeeisen, 15. Jahrhundert | in der Kirche St-Èvre (Lage) | PM88000995    | Classé       | 1959  |      |